# دهستان درسجین
درسجین، دهستانی است که از توابع بخش مرکزی شهرستان ابهر در استان زنجان ایران است. این دهستان دارای آب و هوای کوهستانی بوده و در آن به کشت دیم گندم و جو نیز صورت می‌گیرد. زبان مردم این دهستان لری بختیاری است.

## مردم
مردم این دهستان از اصالت لر بختیاری برخوردارند و از طوایف هفت لنگ زراسوند و چهارلنگ دودانگه می‌باشند. آنها به زبان  لری بختیاری سخن می‌گویند و پیرو مذهب شیعه دوازده امامی هستند.

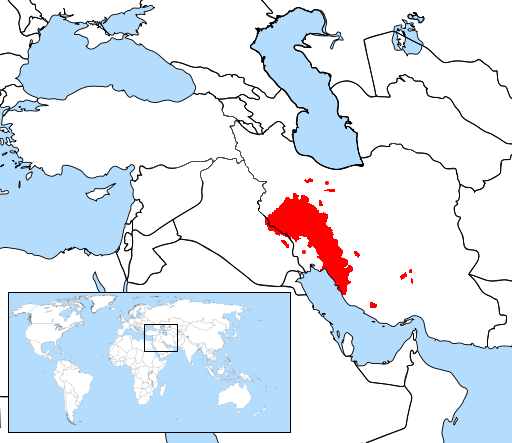
توزیع جغرافیایی مناطقی که در آن‌ها به زبان لری سخن گفته می‌شود

## جمعیت
براساس سرشماری سال ۱۳۸۵ جمعیت آن ۲٬۰۹۹ نفر (۶۱۱ خانوار) بوده‌است.

## روستاهای دهستان
روستاهای مسکونی آن از این قرارند:
- خلیفه حصار
- شیورین
- درسجین
- ارکین
- آقچه کند
- ازناب
- توده‌بین
- رازمجین
- کلنگرز
- قوهجین

## نگارخانه

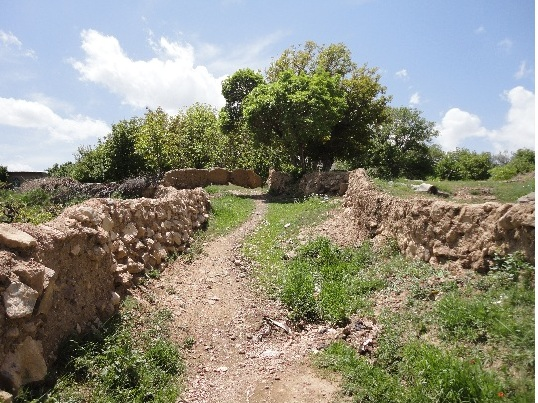
کوچه باغ‌های درسجین در بهار